# Pénzt és életet!
A Pénzt és életet! (eredeti címe: Where the Money Is) című 2000-es amerikai bűnügyi filmdrámát, vígjátékot, Marek Kanievska rendezte. A produkció főszereplői Paul Newman és Linda Fiorentino. A film premierjét az Egyesült Államokban 2000. április 14-én mutatták be. Magyarországon 2000. szeptember 21-től vetítették a mozikban.

## Cselekmény
Henry Manning egy oregoni idősotthon gondozásában van, ápolója Carol. Henry sikeres bankrablásokból tartotta fenn magát, de súlyos agyvérzést kapott, mozgásképtelen és néma. Carolt lenyűgözi Henry, hogy 30 éven át sikerült meglépnie a rendőrség elől. Hamarosan azonban gyanút fog, hogy Henry valójában nem annyira beteg. Carol többször próbára teszi a férfit, mire Henry lebukik, mikor vízbe esik és kisétál a partra. 
Henry elmeséli történetét Carolnak és férjének, Wayne-nek, hogy az idősotthonba menekült a börtön elől, majd elviszi Wayne kocsiját. Másnap Henry újra az otthonban van, Carol pedig a gondolattal játszik, hogy a helyi bankra lecsapjanak. Henry és Carol a páncélozott szállítójárművek kirablására készül, Wayne azonban szkeptikus marad. A tervet elkészítik, és kisebb hibákkal, de sikeresen végrehajtják. 
Henryt azonban visszaszállítják az idősotthonból a börtönbe. Carol megsajnálja Henry-t, és kiszabadítja a járműből, Wayne azonban értesíti a rendőrséget. Mialatt a rendőrök körbeveszik a házat, Henry és Carol hátul elmenekülnek. Henry kiteszi Carolt az erdő közepén, hogy gyalog elmeneküljön a zsákmánnyal, és miközben a rendőrök üldözik, Wayne autójával egy tóba hajt, és feltehetően halott, így Wayne-nek kell elvinnie a balhét.
Az utolsó jelenetben Henry és Carol egy ékszerboltban látható, amelynek biztonsági rendszere rejtélyes módon nem működik. A nő meggyőzi az egyetlen eladót, hogy vágja le a jegygyűrűjét a hátsó szobában, Henry pedig elől marad, úgy tesz, mintha ismét tolószékbe kényszerült volna, és készül az újabb rablásra.

## Szereplők
| Szerep                          | Színész          | Magyar hangja    |
| ------------------------------- | ---------------- | ---------------- |
| Henry Manning                   | Paul Newman      | Mécs Károly      |
| Carol MacKay                    | Linda Fiorentino | Fullajtár Andrea |
| Wayne MacKay                    | Dermot Mulroney  | Rékasi Károly    |
| Mrs Foster                      | Susan Barnes     | n.a              |
| Mrs Tetlow                      | Anne Pitoniak    | n.a              |
| Karl                            | Bruce MacVittie  | n.a              |
| Irma Galer                      | Irma St. Paule   | n.a              |
| őr                              | Michel Perron    | Pálfai Péter     |
| Mrs Norton                      | Dorothy Gordon   | n.a              |
| Mrs Weiler                      | Rita Tuckett     | n.a              |
| Kitty                           | Diane Amos       | n.a              |
| Farwell Welk, a banktisztviselő | T.J. Kenneally   | Breyer Zoltán    |
| Lloyd                           | Rod McLachlan    | Juhász György    |
| Cheryl                          | Dawn Ford        | n.a              |

További magyar hangok: Áron László, Bácskai János, Bessenyei Emma, Győri Ilona, Incze Ildikó, Kapácsy Miklós, Katona Zoltán, Medgyesi Mária, Némedi Mari, Várnagy Katalin

## Fogadtatás
A film vegyes kritikákat kapott. A Rotten Tomatoeson 48%-os minősítést ért el 79 értékelés alapján, az összefoglaló szerint: „A Pénzt és életet! című filmben a színészi játék kiváló. A film azonban olyan, mint egy tévéfilm, amely egyszerű és felejthető.” Kevin Thomas a Los Angeles Timestól azt írta: „Ha Fiorentinónak lett volna esélye, hogy többet hozzon abból a halálos minőségből, amit oly emlékezetesen hozott a Végső csábítás gonosztevőjébe, a Pénzt és életet! talán más történet és sokkal élvezetesebb film lett volna.” Elvis Mitchell a New York Timestól azt írta: „Sajnos a Pénzt és életet! alcíme és kontextusa az, hogy mindenki jobb napjai már csak távoli emlékek.” Eleanor Ringel Cater az Atlanta Journal-Constitutiontól azt írta: „A film egésze csodálatosan laza és kellemes.”
A MetaCritic 49 pontot adott a 100-ból 31 értékelés alapján. Todd McCarthy a Varietytől azt írta: „Newman karizmatikus, több árnyalatú alakítása néhány fokkal feljebb emeli ezt az összevissza kalandvígjátékot, amelynek képtelen a cselekménye és öntudatosan filmszerű a szerkezete.” Jay Carr a Boston Globe-tól azt írta: „A film sosem vontatott, de az egyik legélvezetesebb dolog benne az, hogy időt hagy nekünk arra, hogy megismerjük és megízleljük a karaktereket.” Peter Stack a San Francisco Chronicle-től azt írta: „Erőltetett, hiteltelen film, amely veszít az energiájából, ahogy próbál lendületet venni.”
A film veszteséges lett. A Box Office Mojo szerint 7 millió dolláros bevételt szerzett a 28 millió dolláros költségvetésre.